# Biggar Gasworks

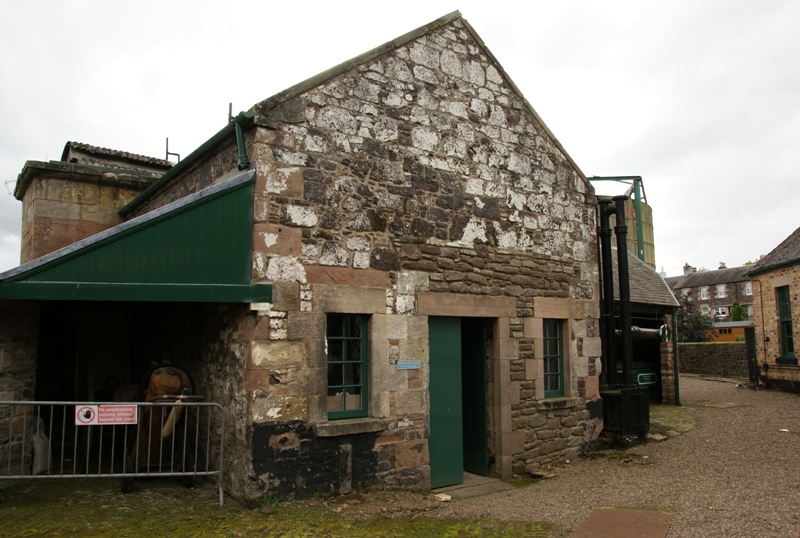
Biggar Gasworks

Die Biggar Gasworks sind ein ehemaliges Gaswerk in der schottischen Ortschaft Biggar in der Council Area South Lanarkshire. Heute ist dort das Biggar Gasworks Museum eingerichtet. 1980 wurde die Anlage in die schottischen Denkmallisten in der höchsten Kategorie A aufgenommen. Des Weiteren sind die Gas Show Rooms sowie das Manager’s House separat als Kategorie-A-Bauwerke klassifiziert. Zuletzt war die Anlage bis 2018 als Scheduled Monument klassifiziert.

## Geschichte
1812 wurde in London das erste Werk zur Produktion von Gas zu Beleuchtungszwecken eröffnet. Nachdem Glasgow fünf und Edinburgh sechs Jahre später gefolgt war, entstanden in den 1830er Jahren weitere zwölf Gaswerke in Schottland. Zu diesen zählten auch die Biggar Gasworks, die 1839 den Betrieb aufnahmen.
Die Anlage zur Kohlevergasung war bis 1973 in Betrieb. Sie diente der lokalen Versorgung. Der Jahresverbrauch an Kohle im Jahre 1914 betrug 400 Tonnen. Im Laufe der Jahrzehnte wurde die Anlage laufend modernisiert. 1973 wurden rund 1900 m3 Gas produziert. Die heute zu einem Museum umfunktionierte Anlage zählt zu den besterhaltenen kleinen Gaswerken in Schottland.

## Gas Showrooms

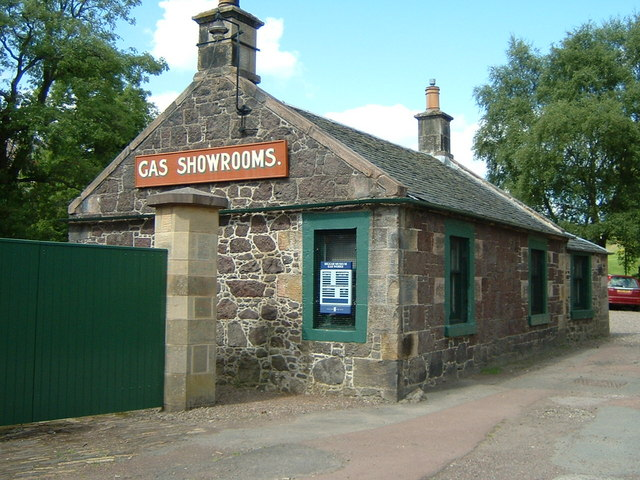
Gas Showrooms

Die Gas Showrooms liegen am Nordende der Anlage gegenüber dem Manager’s House. Das einstöckige Bauwerk beherbergt heute die Museumsverwaltung. Das Gebäude entstand um 1840. Sein Mauerwerk besteht teilweise aus Steinquadern und teilweise aus grob behauenem Bruchstein. Von der Nordseite geht ein flacherer Anbau mit Walmdach ab. Es ist ebenso wie das Satteldach mit Schiefer eingedeckt.

## Manager’s House
Das an der Straße den Gas Showrooms gegenüberliegende Manager’s House entstand ebenfalls um 1840. Es handelt sich um das ehemalige Wohnhaus des Betriebsleiters. Das Mauerwerk entlang der südexponierten Frontseite des einstöckigen Gebäudes besteht aus Quadersteinen. Die Natursteineinfassungen der Gebäudeöffnungen sind ebenso wie die Ecksteine farblich abgesetzt. Aus dem abschließenden schiefergedeckten Satteldach ragen zwei Dachgauben mit Flachdächern heraus. Sie sind neueren Datums.